# 古田東朔
古田 東朔（ふるた とうさく、1925年5月23日 - 2013年8月1日）は、日本の国語学者。東京大学教養学部教授を経て、東京大学名誉教授。放送大学・鶴見大学教授も務めた。

## 経歴
1925年、愛媛県生まれ。東京大学文学部国文学科で学び、1950年に卒業した。
1954年、福岡女子大学助教授に就いた。1963年からは星美学園短期大学教授となった。1964年、東京大学教養学部助教授に転じた。1971年に教授昇格。1986年に東京大学を定年退官し、名誉教授となった。その後は同年から放送大学教授。1991年から1997年まで鶴見大学文学部教授も務めた。

## 家族・親族
- 父：古田拡は国文学者。東京教育大学教授。
- 弟：古田足日は児童文学者
- 息子：古田啓はお茶の水女子大学准教授[2]。

## 著作
著書
- 『古田東朔近現代日本語生成史コレクション』(全6巻)　鈴木泰・清水康行・山東功・古田啓編　くろしお出版 2010-2014

1. 1巻 江戸から東京へ 2010
2. 2巻 日本語近代への歩み 2010
3. 3巻 日本語へのまなざし内と外から 2010
4. 4巻 日本語近代への歩み 2010
5. 5巻 国語科教育:誕生と発展 2013
6. 6巻 東朔夜話:伝記と随筆 2014

編著
- 『国語概説』木之下正雄・上村孝二共著 くろしお出版 1959
- 『国語学史』築島裕共著 東京大学出版会 1972
- 『小学読本便覧』第1－8巻 編 武蔵野書院 1978-2007
- 『新国語概説』山口明穂、鈴木英夫共著 くろしお出版 1981
- 『日本言語文化論』編著 放送大学教育振興会 1985
- 『日本の言語文化』編著 放送大学教育振興会 1991
- 『日本語学概論』編著 放送大学教育振興会 1991
- 『近世蘭語学資料第4期　和蘭文法書集成』(全16巻) 松村明共編 ゆまに書房 2000
- 『旺文社標準国語辞典』(第6版) 監修 旺文社 2001
- 『現代国語辞典』松枝茂夫と監修 改訂版 日本文芸社 2002